# CA San Martín (Tucumán)
Club Atlético San Martín, często zwany San Martín de Tucumán  lub skrótowo CASM – argentyński klub piłkarski z siedzibą w mieście Tucumán.

## Osiągnięcia
- Udział w mistrzostwach Argentyny Nacional (17): 1968, 1969, 1970, 1971, 1972, 1973, 1974, 1975, 1976, 1977, 1978, 1979, 1980, 1981, 1982, 1983, 1985

## Historia
Klub założony został 21 listopada 1909. Nazwa klubu wywodzi się od argentyńskiego bohatera narodowego generała José de San Martín.
Obecnie klub gra w drugiej lidze argentyńskiej Primera B Nacional

## Stadion
Klub rozgrywa swoje mecze na stadionie Estadio La Ciudadela mogącym pomieścić 35000 widzów.